# 道路交通事故列表 (2000年及以后)
本列表收录在各国发生的严重道路交通事故，包括有重大伤亡的、有重要影响力的、发生情况罕见的，以及在维基媒体计划中有链接的。关于2000年之前发生的事故，参见交通事故列表 (2000年以前)。

## 2000年 ~ 2009年
- 2001年3月5日，葡萄牙 - 辛兹里贝罗事故（英语：Hintze Ribeiro disaster）：辛兹里贝罗桥面坍塌，使一辆公交车及三辆小汽车坠入杜罗河，造成59人死亡。[1]
- 2002年5月26日，美国 - I-40大桥事故（英语：I-40 bridge disaster）：桥面坍塌导致车辆坠入阿肯色河，事故共造成14人死亡，11人受伤。[2]
- 2003年7月10日，中国香港 - 屯门公路双层巴士堕坡事故：一辆九龙巴士265M线的双层巴士从高架桥坠下，造成21人死亡，20人受伤。
- 2003年11月23日，马来西亚 - 2003年美拉坡公交事故：两辆公交车在马来西亚联邦路8（英语：Malaysia_Federal_Route_8）处相撞，造成14人死亡。[3]
- 2005年2月3日，印度 - 那格浦尔道口事故Nagpur level crossing disaster：那格浦尔一辆满载的拖拉机在道口与火车相撞，造成55名婚礼嘉宾死亡。[4]
- 2008年9月13日，中国四川 - 南江客车坠崖事故，一辆开往宁波的大巴车于四川南江县坠崖，造成车上51人全部遇难。[5]
- 2009年7月24日，俄罗斯 - 罗斯托夫州大巴撞击槽罐车事故（英语：2009 Rostov-on-Don bus crash）：一辆大巴在俄罗斯的罗斯托夫州顿河畔罗斯托夫与一辆汽油槽罐车相撞，造成至少25人死亡，40余人受伤。[6]

## 2010年至2019年
- 2012年8月26日，中国陕西 - 陕西延安8·26特大交通事故：在包茂高速安塞服务区附近，一辆双层客车与一辆装有甲醇的槽罐车追尾并起火，造成36人遇难，3人受伤。
- 2014年3月25日，　一辆大客车在重庆市黔江区境内撞击高速公路中央隔离护栏后发生侧翻。随后一輛货车、一輛小型客车相继撞击側翻大客车。之后短该路段又先后发生4起道路交通事故，共造成10台车辆受损。事故造成16人死亡，55人受傷。[7]
- 2014年11月11日，巴基斯坦 - 2014年海尔布尔公交事故:一辆公交车与一辆火车在海尔布尔相撞，造成56人死亡。[8]
- 2016年7月19日，台湾桃园 - 2016年桃園火燒車事件：桃园一游览车在桃园机场方向4.2公里处起火燃烧，燃烧后车辆行驶1.3公里后失控，撞击后整辆车陷入火海，造成车内26人全部遇难。
- 2017年1月26日，中国黑龙江 - 位于哈尔滨市的哈绥高速因降雪时车辆超速，造成连环追尾事故，造成至少8人死亡，32人受伤。
- 2018年4月22日，朝鲜黄海北道 - 一辆载有中国旅行团的客车从大桥坠下，造成36人死亡。
- 2018年10月28日，中国重庆 - 2018年万州公交车坠江事故：万州公交22路行驶至长江二桥，乘客与司机发生肢体冲突后导致车辆失控坠入长江，车上15人中13人遇难，2人失联。
- 2018年11月2日，中国四川 - 在雅西高速公路发生9车相撞事故，造成7人死亡，12人受伤。[9]
- 2018年11月3日，中国甘肃 - 兰海高速兰州南收费站一辆半挂车在下坡时失控发生车祸，造成15人死亡，44人受伤。[10]
- 2018年11月27日，中国四川 - 乐山一辆轿车冲向公交站台的人群，造成7人死亡4人受伤。[11]
- 2019年4月17日，葡萄牙 - 一架观光巴士在葡萄牙马德拉圣克鲁斯冲出道路，造成29人死亡，27人受伤。
- 2019年8月27日，中国浙江 - 沈海高速台州段一货车隧道内起火，因吸入有毒燃烧烟雾等原因，造成5人死亡，14人重伤，17人轻伤。[12]
- 2019年9月28日，中国江苏 - 長深高速江苏宜興段发生特大交通事故，造成36人死亡。[13]
- 2019年10月5日，罗马尼亚 - 雅洛米察縣的一辆小巴被对侧的卡车撞击，造成10人死亡，8人受伤。[14]

## 2020年至2029年
- 2021年4月4日凌晨，中國遼寧-沈海高速k898公里处发生四車相撞交通事故，造成11人死亡[15]。此次事故為一輛货车轮胎脱落引發。脫落輪胎的車輛停止後，後方車輛躲閃不及，失控與對面車道的一輛客車相撞，客車後方的貨車又接連追尾[16]。
- 2021年9月4日4时许，在中華人民共和國229国道黑龍江省勃利县大四站镇双兴岭路段，一重型半挂牵引车牵引一挂车与一台四轮拖拉机相撞，造成15人死亡，1人受伤[17]。
- 2021年9月5日，安徽省太湖縣一輛車跌下懸崖，導致12人死亡，兩人受傷[18]。
- 2021年12月18日，湖北武黃高速和大廣高速互通引橋段的一段500公尺長的橋面側翻，3輛貨車墜落、1輛民用車被壓。事故造成4人死亡，8人受傷。[19]
- 2021年12月26日11时33分许，一大货车与一小型客车在浙江省杭州市萧山区一路口发生碰撞，大货车侧翻导致两名行人和一名电动车驾驶人被压身亡。[20]
- 2022年1月2日，四川省江油市中雁公路双河镇八角庙路段，一辆罐车与一辆客车相撞后，又殃及一辆面包车和小汽车，造成8人遇难19人受伤。[21]
- 2022年1月15日，京昆高速公路四川段發生追撞事故，一輛油罐車被撞後起火，造成2人死亡。[22]
- 2022年4月13日，埃及阿斯旺省发生一起旅游大巴与卡车相撞事故，造成10人死亡、14人受伤。[23]
- 2022年12月24日晚，西班牙一辆旅游巴在经該國西北部地区时，从桥上坠河，酿成6人死亡，全车仅司机和一名女性乘客存活。[24]
- 2023年1月22日下午4时左右，马来西亚柔佛州居銮丰盛港路加亨13碑发生两辆轿车相撞事故，造成5人当场死亡，6人轻重伤[25]。
- 2023年2月8日下午约1时15分，马来西亚云顶高原半山发生交通意外，一辆载有15人的旅游客货车失控冲撞石墩，造成7死7伤[26]。
- 2023年5月19日6时30分许，中國靖西市岳圩镇四明村下透屯路段，一载有14人车辆翻下路边悬崖，掉入积水塘中。除3人逃生外，其余11人遇难。[27]這是一輛偷越国边境的車輛。遇难者中有9人系越南籍人员。[28]
- 2023年6月15日，加拿大曼尼托巴省一輛半掛式卡車與另一輛載有多名老人的公車相撞，造成至少15人死亡。[29]
- 2023年6月29日下午15点30分左右，奉节县一辆中巴车行驶中遭落石砸中，致6名乘客遇难、9名乘客受轻伤[30]。
- 2023年7月5日，墨西哥南部瓦哈卡州发生一起公共汽车翻车坠崖事故，造成至少26人死亡。[31]
- 2023年7月18日，一辆载有21名中国游客的旅游巴士在越南庆和省发生侧翻事故，造成4人死亡、8人重伤[32]。
- 2023年10月3日，湖南省临湘市发生一起婚车与环卫车相撞事故，造成六人死亡。新郎新娘当场死亡，[33]
- 2023年11月5日，台灣宜蘭一輛旅遊巴翻側，造成一死三十多人傷。[34]
- 2023年11月25日深夜，4名中国留学生在加拿大安大略省多伦多市附近发生的一宗严重交通事故中身亡。[35]
- 2023年12月5日凌晨1时，泰国中部巴蜀府瓦纳孔国家海洋公园入口处发生一起严重车祸，造成16人死亡、33人受伤。[36]
- 2023年12月5日，菲律宾安蒂克省发生客车坠谷事故，造成17人死亡，11人受伤。[37]
- 2024年2月24日17时，坦桑尼亚北部阿鲁沙发生一起交通事故，造成至少25人死亡，另有21人受伤[38]。
- 2024年3月19日14时37分，中國G59呼北高速（北呼方向）西家塔隧道内發生道路交通事故，造成14人死亡。[39]
- 2024年3月20日，台灣高雄市仁武區1輛遊覽車因車高超出涵洞限高，導致車輛撞擊並造成車頭毀損。事故造成15人受傷，1名80歲老翁身亡。[40]
- 2024年3月25日，菲律賓哥打巴托省发生两车相撞事故，造成至少13人死亡。[41]
- 2024年3月29日上午，中國江西省赣州市信丰县发生一起车祸，造成2人死亡，4人受伤。[42]
- 2024年3月31日19时33分许，中國四川成都武侯区一环路南二段15号门前路段发生一起交通事故，一辆小型轿车与电动两轮车、自行车碰撞，造成2人死亡、2人受伤。[43]
- 2024年4月8日，一司機駕駛至江西南昌東湖區疊山路農貿市場附近時突發心臟不適失去意識釀成車禍，造成至少3死7傷。[44]
- 2024年4月14日10时54分，中國江西省抚州市临川区金巢大道与青云峰路交叉路口发生一起四车相撞的道路交通事故，事故造成1人死亡，5人受伤。[45]
- 2024年5月10日，中国江苏南通一辆载有学生的大巴与一辆渣土车相撞，导致一名学生死亡，另有七人受伤。这起事故与信号灯故障不亮有关。[46]
- 2024年7月28日，搭载中国游客的旅游车在坦桑尼亚北部发生交通事故，造成中国游客1人死亡、5人受伤[47]。
- 2024年8月24日，韩国京畿道安山市发生一起交通事故，造成14人伤亡。死者中有3名中国公民。[48]
- 2024年9月3日，中国山东省泰安市东平县佛山中学门口，一辆接送学生的定制公交车行驶至东平县须昌路丁字路口时失控撞入人群中。目前，已造成11人死亡（其中有家长6人，学生5人），13人受伤（其中1人危重）。[49][50]
- 2024年9月23日上午，湖南省株洲市芦淞区芦淞大桥东桥头发生一起多车相撞交通事故。事故造成6人死亡、7人受伤。[51]